# Invizimals
Invizimals é um jogo de PlayStation Portable desenvolvido pela Novarama, e publicado pela Sony Computer Entertainment Europe. É um jogo criaturas coletáveis, e vem com um acessório de câmera do PSP no lançamento.
Teve três sequelas intitulada  Invizimals lançada em 2009, Invizimals: nova dimensão lançada em 2010,  Invizimals: Tribos Perdidas lançado em 2011 e mais tarde os jogos: Invizimals The Aliance e Invizimals the Lost Kingdom</. Embora tenha feito bastante sucesso em Portugal, noBrasil o jogo não obteve o mesmo sucesso, sendo praticamente desconhecido no país.

## Enredo
A história segue a vida de Kenichi Nakamura, um pesquisador da PSP R&D, em Tóquio. Ele é descobridor os Invizimals e orienta o jogador durante o decorrer do jogo. Ao longo do caminho, o jogador se reunirá Professor Dawson, que é um outro mentor para o jogador. Ele ensina os ataques jogador especiais como vectores e super ataques. Há inimigos que você vai encontrar durante o jogo como Kaminsky que invade os laboratórios PSP R&D para roubar a tecnologia Invizimal. O jogador irá eventualmente confrontar uma batalha perto do final do jogo. Kaminsky é empregado por Sir Sebastian Campbell, um personagem mais reconhecido da história, que faz amizade com o jogador, mas tem seus próprios interesses também.

## Personagens
- Kenichi Nakamura - Kenichi Nakamura (alcunhado de Keni)foi o primeiro engenheiro da Sony a ver os Invizimals. É também ele que nos ensina a caçá-los. Invizimal de combate: Icelion ou Firecracker.
- Sebastian Campbell - No início era bondoso mas no fim revelou-se um vilão que queria que os Invizimals fossem usados como armas! Invizimal de combate: Bratbat e Dark Bratbat
- Axel Kaminsky - O segundo pior vilão. No início pensamos que ele é o pior de todos mas não é... Invizimal de combate: Tunderwolf.
- Bob Dawson - É ele quem nos mostra como usar vectores e ataques. Invizimal favorito:Firecracker e Ratleraptor.

Jasmin Nayar- Arqueóloga, amiga de Keni e caçadora de invizimals. Invizimal favorito: Stingwing
Alex Michaels - Ela é dona de uma biblioteca que conhece o Dr. Dawson e embarca nessa aventura dos invizimals desde o invizimals 2 - a outra dimensão. Invizimal favorito: Hydra
Scott Dawson - Ele é o filho do Dr. Dawson, e possui o caderno de anotações de seu pai,com o qual aprende a ajudar Jasmine e Alex a decifrar aonde foi Kenichi quando desapareceu.Não se dá com Alex e o que é pior, esconde um segredo sombrio. Invizimal favorito: Neko- Suke